# 王期遠
王期遠（？—？），河南潁川衛人，清朝政治人物、書法家。

## 生平
順治三年（1646年）丙戌科進士，善書法。